# 1,2-双(二氯膦基)乙烷
1,2-双(二氯膦基)乙烷是一种有机磷化合物，化学式为(CH2PCl2)2，它是一种无色液体，可用于合成其它二膦类化合物。

## 合成与反应
它可由乙烯、白磷和三氯化磷反应制得：
3 C2H4  +  0.5 P4  +  4 PCl3  →   3 (CH2PCl2)2
它和格氏试剂及仲胺反应，可以制得二膦类的螯合配体，例如1,2-双(二甲基膦)乙烷。